# Faemino-Faema
El equipo Faemino-Faema, conocido anteriormente también como Faema, fue un equipo ciclista belga, de origen italiano, de ciclismo en ruta que compitió entre 1968 a 1970. Fue uno de los equipos donde Eddy Merckx consiguió sus principales triunfos.
No se tiene que confundir con el antiguo equipo Faema.

## Corredor mejor clasificado en las Grandes Vueltas
| Año  | Giro de Italia  | Tour de Francia | Vuelta a España     |
| ---- | --------------- | --------------- | ------------------- |
| 1968 | 1.º Eddy Merckx | -               | 5.º Vittorio Adorni |
| 1969 | Abandono        | 1.º Eddy Merckx | -                   |
| 1970 | 1.º Eddy Merckx | 1.º Eddy Merckx | -                   |

## Principales resultados
- Volta a Cataluña: Eddy Merckx (1968)
- París-Roubaix: Eddy Merckx (1968 y 1970)
- Tour de Romandía: Eddy Merckx (1968)
- París-Tours: Guido Reybrouck (1968)
- Milán-San Remo: Eddy Merckx (1969)
- Tour de Flandes: Eddy Merckx (1969)
- Amstel Gold Race: Guido Reybrouck (1969)
- Lieja-Bastoña-Lieja: Eddy Merckx (1969)
- París-Luxemburgo: Eddy Merckx (1969)
- Campeonato de Zúrich: Roger Swerts (1969)
- París-Niza: Eddy Merckx (1969, 1970)
- Flecha Valona: Eddy Merckx (1970)
- Gante-Wevelgem: Eddy Merckx (1970)
- Semana Catalana de Ciclismo: Italo Zilioli (1970)
- Vuelta a Bélgica: Eddy Merckx (1970)

### A las grandes vueltas
- Giro de Italia
  - 3 participaciones (1968, 1969, 1970)
  - 17 victorias de etapa:
    - 9 el 1968: Eddy Merckx (4), Guido Reybrouck (3), Emilio Casalini, Lino Farisato
    - 4 el 1969: Eddy Merckx (4)
    - 4 el 1970: Eddy Merckx (3), Italo Zilioli

  - 2 clasificación finales:
    - Eddy Merckx: 1968, 1970

  - 2 clasificaciones secundarias:
    - Gran Premio de la montaña: Eddy Merckx (1968)
    - Clasificación por puntos: Eddy Merckx (1968)
    - Clasificación por equipos: (1968, 1969, 1970)

- Tour de Francia
  - 2 participaciones (1969, 1970)
  - 20 victorias de etapa:
    - 9 el 1969: Eddy Merckx (6), Julien Stevens, Guido Reybrouck, Joseph Spruyt
    - 11 el 1970: Eddy Merckx (8), Italo Zilioli, Joseph Spruyt, CRE

  - 2 clasificación finales:
    - Eddy Merckx: 1969, 1970

  - 8 clasificaciones secundarias:
    - Gran Premio de la montaña: Eddy Merckx (1969, 1970)
    - Clasificación de la combinada: Eddy Merckx (1969, 1970)
    - Premio de la combatividad: Eddy Merckx (1969, 1970)
    - Clasificación por puntos: Eddy Merckx (1969)
    - Clasificación por equipos: (1969)

- Vuelta a España
  - 1 participaciones (1968)
  - 1 victorias de etapa:
    - 1 el 1968: Victor Van Schil

  - 0 clasificación finales:
  - 0 clasificaciones secundarias:

## Composición del equipo
| \| Integrantes del equipo 1968 \| Integrantes del equipo 1968 \| Integrantes del equipo 1968 \| Integrantes del equipo 1968 \| \| Corredor \| Fecha de nacimiento \| Equipo previo \| \| \| --------------------------- \| --------------------------- \| ---------------------------- \| --------------------------- \| \| Vittorio Adorni \| 14 de noviembre de 1937 \| Salamini-Luxor TV (1967) \| \| \| Luciano Armani \| 12 de octubre de 1940 \| \| \| \| Antonio Bailetti \| 29 de septiembre de 1937 \| Salvarani (1967) \| \| \| Giovanni Bettinelli \| 5 de marzo de 1935 \| \| \| \| Emilio Casalini \| 5 de noviembre de 1941 \| \| \| \| Vittorio Casati \| 8 de mayo de 1938 \| \| \| \| Noël De Pauw \| 25 de julio de 1942 \| \| \| \| Julien Delocht \| 21 de febrero de 1942 \| \| \| \| Mino Denti \| 5 de febrero de 1945 \| \| \| \| Lino Farisato \| 15 de marzo de 1945 \| \| \| \| Lauro Grazioli \| 25 de noviembre de 1943 \| \| \| \| Robert Lelangue \| 4 de febrero de 1940 \| Roméo-Smith's (1967) \| \| \| Bruno Mealli \| 20 de noviembre de 1937 \| Salamini-Luxor TV (1967) \| \| \| Eddy Merckx \| 17 de junio de 1945 \| Peugeot-BP-Michelin (1967) \| \| \| Ambrogio Portalupi \| 25 de enero de 1943 \| \| \| \| Guido Reybrouck \| 25 de diciembre de 1941 \| Roméo-Smith's (1967) \| \| \| Guido De Rosso \| 28 de septiembre de 1940 \| Vittadello (1967) \| \| \| Pietro Scandelli \| 16 de octubre de 1941 \| \| \| \| Patrick Sercu \| 27 de junio de 1944 \| Flandria-De Clerck (1967) \| \| \| Luciano Soave \| 21 de agosto de 1942 \| \| \| \| Joseph Spruyt \| 25 de febrero de 1943 \| Mercier-BP-Hutchinson (1967) \| \| \| Roger Swerts \| 28 de diciembre de 1942 \| Mercier-BP-Hutchinson (1967) \| \| \| Martin Van Den Bossche \| 10 de marzo de 1941 \| Smith's (1968) \| \| \| Victor Van Schil \| 21 de diciembre de 1939 \| Flandria-De Clerck (1967) \| \| \| Luigi Zuccotti \| 14 de enero de 1942 \| \| \| \| \| \| \| \| \| Fuente: Cycling Archives \| \| \| \| |                          |                              |  |
| Integrantes del equipo 1968 |                          |                              |  |
| Corredor | Fecha de nacimiento      | Equipo previo                |  |
| Vittorio Adorni | 14 de noviembre de 1937  | Salamini-Luxor TV (1967)     |  |
| Luciano Armani | 12 de octubre de 1940    |                              |  |
| Antonio Bailetti | 29 de septiembre de 1937 | Salvarani (1967)             |  |
| Giovanni Bettinelli | 5 de marzo de 1935       |                              |  |
| Emilio Casalini | 5 de noviembre de 1941   |                              |  |
| Vittorio Casati | 8 de mayo de 1938        |                              |  |
| Noël De Pauw | 25 de julio de 1942      |                              |  |
| Julien Delocht | 21 de febrero de 1942    |                              |  |
| Mino Denti | 5 de febrero de 1945     |                              |  |
| Lino Farisato | 15 de marzo de 1945      |                              |  |
| Lauro Grazioli | 25 de noviembre de 1943  |                              |  |
| Robert Lelangue | 4 de febrero de 1940     | Roméo-Smith's (1967)         |  |
| Bruno Mealli | 20 de noviembre de 1937  | Salamini-Luxor TV (1967)     |  |
| Eddy Merckx | 17 de junio de 1945      | Peugeot-BP-Michelin (1967)   |  |
| Ambrogio Portalupi | 25 de enero de 1943      |                              |  |
| Guido Reybrouck | 25 de diciembre de 1941  | Roméo-Smith's (1967)         |  |
| Guido De Rosso | 28 de septiembre de 1940 | Vittadello (1967)            |  |
| Pietro Scandelli | 16 de octubre de 1941    |                              |  |
| Patrick Sercu | 27 de junio de 1944      | Flandria-De Clerck (1967)    |  |
| Luciano Soave | 21 de agosto de 1942     |                              |  |
| Joseph Spruyt | 25 de febrero de 1943    | Mercier-BP-Hutchinson (1967) |  |
| Roger Swerts | 28 de diciembre de 1942  | Mercier-BP-Hutchinson (1967) |  |
| Martin Van Den Bossche | 10 de marzo de 1941      | Smith's (1968)               |  |
| Victor Van Schil | 21 de diciembre de 1939  | Flandria-De Clerck (1967)    |  |
| Luigi Zuccotti | 14 de enero de 1942      |                              |  |
| |                          |                              |  |
| Fuente: Cycling Archives |                          |                              |  |

| \| Integrantes del equipo 1969 \| Integrantes del equipo 1969 \| Integrantes del equipo 1969 \| Integrantes del equipo 1969 \| \| Corredor \| Fecha de nacimiento \| Equipo previo \| \| \| --------------------------- \| --------------------------- \| ------------------------------- \| --------------------------- \| \| Etienne Antheunis \| 15 de junio de 1947 \| \| \| \| Antonio Bailetti \| 29 de septiembre de 1937 \| Salvarani (1967) \| \| \| Frans Brands \| 31 de mayo de 1940 \| Smith's (1968) \| \| \| Tino Conti \| 26 de noviembre de 1945 \| \| \| \| Julien Delocht \| 21 de febrero de 1942 \| \| \| \| Francesco Desaymonet \| 20 de abril de 1943 \| \| \| \| Pietro Di Caterina \| 13 de enero de 1945 \| \| \| \| Lino Farisato \| 15 de marzo de 1945 \| \| \| \| Eddy Merckx \| 17 de junio de 1945 \| Peugeot-BP-Michelin (1967) \| \| \| Frans Mintjens \| 23 de noviembre de 1946 \| \| \| \| Englebert Opdebeeck \| 27 de diciembre de 1946 \| \| \| \| Adelio Re \| 22 de julio de 1944 \| \| \| \| Guido Reybrouck \| 25 de diciembre de 1941 \| Roméo-Smith's (1967) \| \| \| Guido De Rosso \| 28 de septiembre de 1940 \| Vittadello (1967) \| \| \| Pietro Scandelli \| 16 de octubre de 1941 \| \| \| \| Willy Scheers \| 29 de marzo de 1947 \| \| \| \| Patrick Sercu \| 27 de junio de 1944 \| Faema (1969) \| \| \| Luciano Soave \| 21 de agosto de 1942 \| \| \| \| Joseph Spruyt \| 25 de febrero de 1943 \| Mercier-BP-Hutchinson (1967) \| \| \| Julien Stevens \| 25 de febrero de 1943 \| Smith's (1968) \| \| \| Roger Swerts \| 28 de diciembre de 1942 \| Mercier-BP-Hutchinson (1967) \| \| \| Bernard Van de Kerckhove \| 8 de julio de 1941 \| Pelforth-Sauvage-Lejeune (1968) \| \| \| Martin Van Den Bossche \| 10 de marzo de 1941 \| Smith's (1968) \| \| \| Victor Van Schil \| 21 de diciembre de 1939 \| Flandria-De Clerck (1967) \| \| \| Valère van Sweevelt \| 15 de abril de 1947 \| \| \| \| Georges Vandenberghe \| 28 de diciembre de 1941 \| Smith's (1968) \| \| \| Herman Vrijders \| 29 de julio de 1946 \| Smith's (1968) \| \| \| \| \| \| \| \| Fuente: Cycling Archives \| \| \| \| |                          |                                 |  |
| Integrantes del equipo 1969 |                          |                                 |  |
| Corredor | Fecha de nacimiento      | Equipo previo                   |  |
| Etienne Antheunis | 15 de junio de 1947      |                                 |  |
| Antonio Bailetti | 29 de septiembre de 1937 | Salvarani (1967)                |  |
| Frans Brands | 31 de mayo de 1940       | Smith's (1968)                  |  |
| Tino Conti | 26 de noviembre de 1945  |                                 |  |
| Julien Delocht | 21 de febrero de 1942    |                                 |  |
| Francesco Desaymonet | 20 de abril de 1943      |                                 |  |
| Pietro Di Caterina | 13 de enero de 1945      |                                 |  |
| Lino Farisato | 15 de marzo de 1945      |                                 |  |
| Eddy Merckx | 17 de junio de 1945      | Peugeot-BP-Michelin (1967)      |  |
| Frans Mintjens | 23 de noviembre de 1946  |                                 |  |
| Englebert Opdebeeck | 27 de diciembre de 1946  |                                 |  |
| Adelio Re | 22 de julio de 1944      |                                 |  |
| Guido Reybrouck | 25 de diciembre de 1941  | Roméo-Smith's (1967)            |  |
| Guido De Rosso | 28 de septiembre de 1940 | Vittadello (1967)               |  |
| Pietro Scandelli | 16 de octubre de 1941    |                                 |  |
| Willy Scheers | 29 de marzo de 1947      |                                 |  |
| Patrick Sercu | 27 de junio de 1944      | Faema (1969)                    |  |
| Luciano Soave | 21 de agosto de 1942     |                                 |  |
| Joseph Spruyt | 25 de febrero de 1943    | Mercier-BP-Hutchinson (1967)    |  |
| Julien Stevens | 25 de febrero de 1943    | Smith's (1968)                  |  |
| Roger Swerts | 28 de diciembre de 1942  | Mercier-BP-Hutchinson (1967)    |  |
| Bernard Van de Kerckhove | 8 de julio de 1941       | Pelforth-Sauvage-Lejeune (1968) |  |
| Martin Van Den Bossche | 10 de marzo de 1941      | Smith's (1968)                  |  |
| Victor Van Schil | 21 de diciembre de 1939  | Flandria-De Clerck (1967)       |  |
| Valère van Sweevelt | 15 de abril de 1947      |                                 |  |
| Georges Vandenberghe | 28 de diciembre de 1941  | Smith's (1968)                  |  |
| Herman Vrijders | 29 de julio de 1946      | Smith's (1968)                  |  |
| |                          |                                 |  |
| Fuente: Cycling Archives |                          |                                 |  |

| \| Integrantes del equipo 1970 \| Integrantes del equipo 1970 \| Integrantes del equipo 1970 \| Integrantes del equipo 1970 \| \| Corredor \| Fecha de nacimiento \| Equipo previo \| \| \| --------------------------- \| --------------------------- \| ---------------------------- \| --------------------------- \| \| Etienne Antheunis \| 15 de junio de 1947 \| \| \| \| Joseph Bruyère \| 5 de octubre de 1948 \| \| \| \| Pietro Campagnari \| 15 de mayo de 1941 \| Sanson (1969) \| \| \| Julien Delocht \| 21 de febrero de 1942 \| \| \| \| Francesco Desaymonet \| 20 de abril de 1943 \| \| \| \| Pietro Di Caterina \| 13 de enero de 1945 \| \| \| \| Lino Farisato \| 15 de marzo de 1945 \| \| \| \| Fernand Hermie \| 24 de enero de 1945 \| \| \| \| Jos Huysmans \| 18 de diciembre de 1941 \| Dr. Mann-Grundig (1969) \| \| \| Roger Kindt \| 18 de septiembre de 1945 \| \| \| \| Eddy Merckx \| 17 de junio de 1945 \| Peugeot-BP-Michelin (1967) \| \| \| Frans Mintjens \| 23 de noviembre de 1946 \| \| \| \| Willy Monty \| 11 de octubre de 1939 \| Peugeot-BP-Michelin (1969) \| \| \| Adelio Re \| 22 de julio de 1944 \| \| \| \| Pietro Scandelli \| 16 de octubre de 1941 \| \| \| \| Willy Scheers \| 29 de marzo de 1947 \| \| \| \| Joseph Spruyt \| 25 de febrero de 1943 \| Mercier-BP-Hutchinson (1967) \| \| \| Julien Stevens \| 25 de febrero de 1943 \| Smith's (1968) \| \| \| Roger Swerts \| 28 de diciembre de 1942 \| Mercier-BP-Hutchinson (1967) \| \| \| Arthur van de Vijver \| 29 de febrero de 1948 \| \| \| \| Victor Van Schil \| 21 de diciembre de 1939 \| Flandria-De Clerck (1967) \| \| \| Georges Vandenberghe \| 28 de diciembre de 1941 \| Smith's (1968) \| \| \| Italo Zilioli \| 24 de septiembre de 1941 \| Filotex (1969) \| \| \| \| \| \| \| \| Fuente: UCI \| \| \| \| |                          |                              |  |
| Integrantes del equipo 1970 |                          |                              |  |
| Corredor | Fecha de nacimiento      | Equipo previo                |  |
| Etienne Antheunis | 15 de junio de 1947      |                              |  |
| Joseph Bruyère | 5 de octubre de 1948     |                              |  |
| Pietro Campagnari | 15 de mayo de 1941       | Sanson (1969)                |  |
| Julien Delocht | 21 de febrero de 1942    |                              |  |
| Francesco Desaymonet | 20 de abril de 1943      |                              |  |
| Pietro Di Caterina | 13 de enero de 1945      |                              |  |
| Lino Farisato | 15 de marzo de 1945      |                              |  |
| Fernand Hermie | 24 de enero de 1945      |                              |  |
| Jos Huysmans | 18 de diciembre de 1941  | Dr. Mann-Grundig (1969)      |  |
| Roger Kindt | 18 de septiembre de 1945 |                              |  |
| Eddy Merckx | 17 de junio de 1945      | Peugeot-BP-Michelin (1967)   |  |
| Frans Mintjens | 23 de noviembre de 1946  |                              |  |
| Willy Monty | 11 de octubre de 1939    | Peugeot-BP-Michelin (1969)   |  |
| Adelio Re | 22 de julio de 1944      |                              |  |
| Pietro Scandelli | 16 de octubre de 1941    |                              |  |
| Willy Scheers | 29 de marzo de 1947      |                              |  |
| Joseph Spruyt | 25 de febrero de 1943    | Mercier-BP-Hutchinson (1967) |  |
| Julien Stevens | 25 de febrero de 1943    | Smith's (1968)               |  |
| Roger Swerts | 28 de diciembre de 1942  | Mercier-BP-Hutchinson (1967) |  |
| Arthur van de Vijver | 29 de febrero de 1948    |                              |  |
| Victor Van Schil | 21 de diciembre de 1939  | Flandria-De Clerck (1967)    |  |
| Georges Vandenberghe | 28 de diciembre de 1941  | Smith's (1968)               |  |
| Italo Zilioli | 24 de septiembre de 1941 | Filotex (1969)               |  |
| |                          |                              |  |
| Fuente: UCI |                          |                              |  |